# Grand Prix automobile d'Autriche 2021
GP précédent GP suivant
Le Grand Prix automobile d'Autriche 2021 (Formula 1 BWT Grosser Preis von Österreich 2021) disputé le 4 juillet 2021 sur le circuit de Spielberg, est la 1044e épreuve du championnat du monde de Formule 1 courue depuis 1950. Il s'agit de la trente-quatrième édition du Grand Prix d'Autriche comptant pour le championnat du monde de Formule 1 et de la neuvième manche du championnat 2021. L'épreuve se dispute pour la trente-troisième fois depuis 1970 sur le circuit de Spielberg, devenu propriété de Red Bull, d'où le nom actuel du circuit, Red Bull Ring.
En 2020, dans le contexte de la pandémie de Covid-19 et compte tenu de l'annulation des dix premières courses inscrites au calendrier, le Grand Prix d'Autriche avait été début juillet la course d'ouverture de la saison, et avait été suivi une semaine plus tard par le Grand Prix de Styrie disputé sur le même circuit, lequel revient au calendrier 2021 et cette fois, une semaine avant cette course.
Le orange est à l'honneur sur le Red Bull Ring lors des qualifications. C'est la couleur portée par les milliers de supporters de Max Verstappen qui emplissent les tribunes et lui offrent une belle ovation pour fêter sa troisième pole position consécutive, la quatrième de la saison et la septième de sa carrière. Le pilote de la Red Bull RB16B domine les trois phases qualificatives et obtient la position de pointe dès sa première tentative en Q3, n'améliorant pas ensuite. C'est aussi la couleur de la McLaren MCL35M de Lando Norris qui, sous le drapeau à damier, améliore son temps et se poste en première ligne, à 48 millièmes de seconde du Néerlandais. En obtenant la meilleure qualification de sa carrière en Formule 1, le pilote de 21 ans permet à l'écurie de Woking de retrouver une position qu'elle n'avait plus atteinte depuis le Grand Prix du Brésil 2012. Auteur du troisième temps, Sergio Pérez part devant les Mercedes ; Lewis Hamilton est à ses côtés en deuxième ligne et Valtteri Bottas en troisième ligne, devant Pierre Gasly, sixième comme la semaine précédente. Sur la quatrième ligne, son coéquipier Yuki Tsunoda devance George Russell qui, pour la première fois, hisse sa Williams en Q3. Qualifié neuvième, il gagne ensuite un rang après la pénalisation d'un recul de trois places infligée à Sebastian Vettel. Concomitamment, Lance Stroll part de la cinquième ligne, suivi par Carlos Sainz Jr. qui avait été éliminé en Q2.
Devant l'Oranje Army qui colore les tribunes, Max Verstappen récite la même partition qu'une semaine plus tôt mais avec un surcroît de perfection : « Ma voiture était sur des rails avec chaque train de pneus ! Incroyable ! » Il survole la course laissant, au loin, ses rivaux batailler pour les accessits, et mène l'intégralité des soixante-et-onze tours, s'autorisant un second arrêt au stand, à dix boucles de l'arrivée, pour se garantir le point bonus du meilleur tour. Il obtient ainsi le deuxième hat trick de sa carrière ainsi que son premier grand chelem en Formule 1, et s'envole au championnat disposant, en termes de points, de plus d'une victoire bonifiée d'avance sur Lewis Hamilton. Il remporte sa troisième victoire consécutive, sa cinquième de la saison et la quinzième de sa carrière, permettant à son écurie Red Bull Racing d'obtenir un cinquième succès d'affilée. Après de nombreuses péripéties, Valtteri Bottas prend la deuxième place et Lando Norris monte sur son troisième podium de la saison tandis qu'Hamilton, en difficulté, ne peut faire mieux que quatrième.
Dès le départ, en fond de peloton, Esteban Ocon est pris en sandwich entre la Haas de Mick Schumacher et l'Alfa Romeo d'Antonio Giovinazzi qui brise la suspension avant-droite de l'Alpine, provoquant l'abandon de son pilote et la sortie de la voiture de sécurité. À la relance, après trois tours, Verstappen entame son cavalier seul et Sérgio Pérez tente de subtiliser la deuxième place à Lando Norris qui l'envoie hors-piste dans le virage no 4 ; le Mexicain se relance au milieu du peloton, à la dixième place. Hamilton, qui a doublé Bottas, se retrouve alors troisième et va mettre seize tours à dépasser Norris, lâchant à la radio :  « Quel super pilote, ce Lando ! » Lors de son arrêt au stand, le jeune pilote McLaren purge les cinq secondes de pénalité reçues pour son action face à Perez, ce qui permet à Bottas de lui prendre la troisième place. La bagarre est intense dans la zone des points, Pérez expédiant par deux fois Charles Leclerc hors-piste lors de ses tentatives de dépassement, une première fois au quarante-et-unième tour dans le virage no 4, une seconde fois au quarante-septième passage dans le virage no 6. Pénalisé à chaque fois, il passe le reste de la course à cravacher pour ne pas perdre trop de positions à l'arrivée puisque dix secondes seront ajoutées à son temps. Pendant ce temps, les pilotes Mercedes reçoivent des ordres contradictoires. En effet, Bottas se voit tout d'abord interdire de dépasser Hamilton, pourtant en grande difficulté après avoir abîmé sa monoplace sur le vibreur du virage no 10 ; il reçoit ensuite l'autorisation de passer son leader, également battu au cinquante-quatrième tour par Norris, avant de retourner au stand changer ses gommes.
À la demande de son stand, Charles Leclerc laisse passer son coéquipier Carlos Sainz, le pilote resté le plus longtemps en piste avec ses pneus durs choisis au départ, pour qu'il parte à la chasse de Daniel Ricciardo qui roule devant eux. Il le dépasse dans le dernier tour et franchit la ligne d'arrivée sixième, derrière Pérez, mais est reclassé cinquième compte-tenu de la pénalisation du Mexicain qui s'est ménagé suffisamment d'avance pour conserver la sixième place devant Ricciardo et Leclerc. Pierre Gasly, malgré une stratégie erronée de partir en gommes tendres, prend les deux points de la neuvième place, tandis qu'à trois tours de l'arrivée, Fernando Alonso ravit le dernier point en lice à George Russell malgré une résistance acharnée. Pour diverses raisons, huit pilotes ont été pénalisés en temps.
En tête du championnat depuis la cinquième manche à Monaco, Verstappen (182 points) a désormais 32 points d'avance sur Hamilton (150 points). Si Pérez reste troisième (104 points), Norris (101 points) se rapproche. Bottas occupe le cinquième rang (92 points), suivi par Leclerc (62 points), Sainz (60 points), Ricciardo (40 points), Gasly (39 points) et Vettel toujours dixième avec 30 points. Chez les constructeurs, Red Bull Racing (286 points) relègue Mercedes Grand Prix (242 points) à 44 unités. McLaren Racing (141 points) reste la troisième force du plateau, devant Ferrari (122 points). Plus loin, le trio AlphaTauri (48 points), Aston Martin (44 points) et Alpine (32 points) évolue du cinquième au septième rang. Alfa Romeo reste à deux points tandis que Williams et Haas n'ont toujours pas marqué.

## Pneus disponibles
| Pneus pour piste sèche | Pneus pour piste sèche | Pneus pour piste sèche | Pneus pluie    | Pneus pluie |
| ---------------------- | ---------------------- | ---------------------- | -------------- | ----------- |
| Durs (Type C3)         | Médiums (Type C4)      | Tendres (Type C5)      | Intermédiaires | Pluie       |

* La gamme de pneus proposée par Pirelli est plus tendre (C3, C4, C5) que celle utilisée une semaine plus tôt sur le même circuit (C2, C3, C4).

## Essais libres

### Première séance, le vendredi de 11 h 30 à 12 h 30
| Pos. | Pilote           | Voiture            | Chrono         | Écart     |
| ---- | ---------------- | ------------------ | -------------- | --------- |
| 1    | Max Verstappen   | Red Bull-Honda     | 1 min 05 s 143 |           |
| 2    | Charles Leclerc  | Ferrari            | 1 min 05 s 409 | + 0 s 266 |
| 3    | Carlos Sainz Jr. | Ferrari            | 1 min 05 s 431 | + 0 s 288 |
| 4    | Valtteri Bottas  | Mercedes           | 1 min 05 s 445 | + 0 s 302 |
| 5    | Yuki Tsunoda     | AlphaTauri-Honda   | 1 min 05 s 474 | + 0 s 331 |
| 6    | Kimi Räikkönen   | Alfa Romeo-Ferrari | 1 min 05 s 586 | + 0 s 443 |

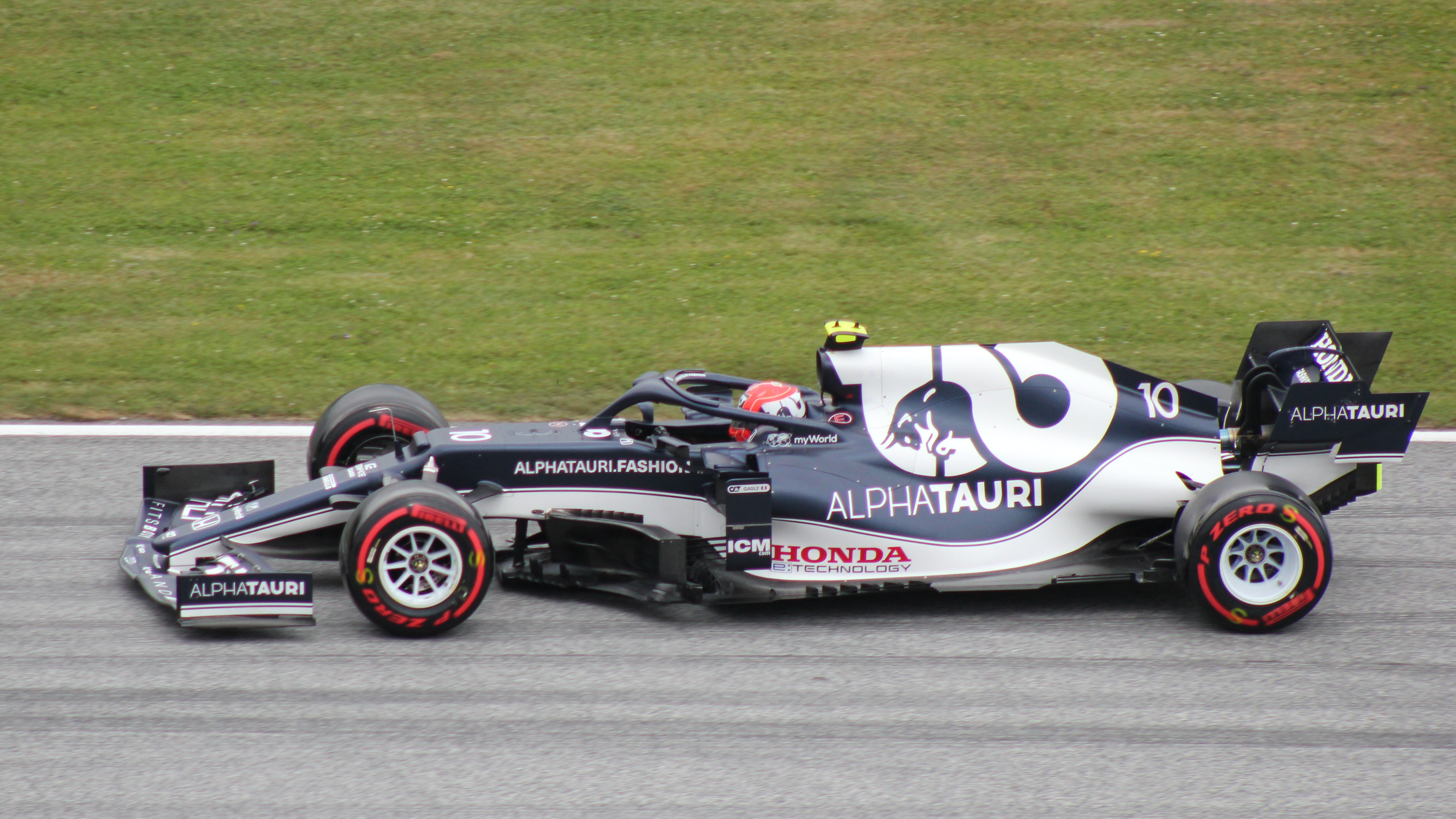
Pierre Gasly au Grand Prix d'Autriche 2021.

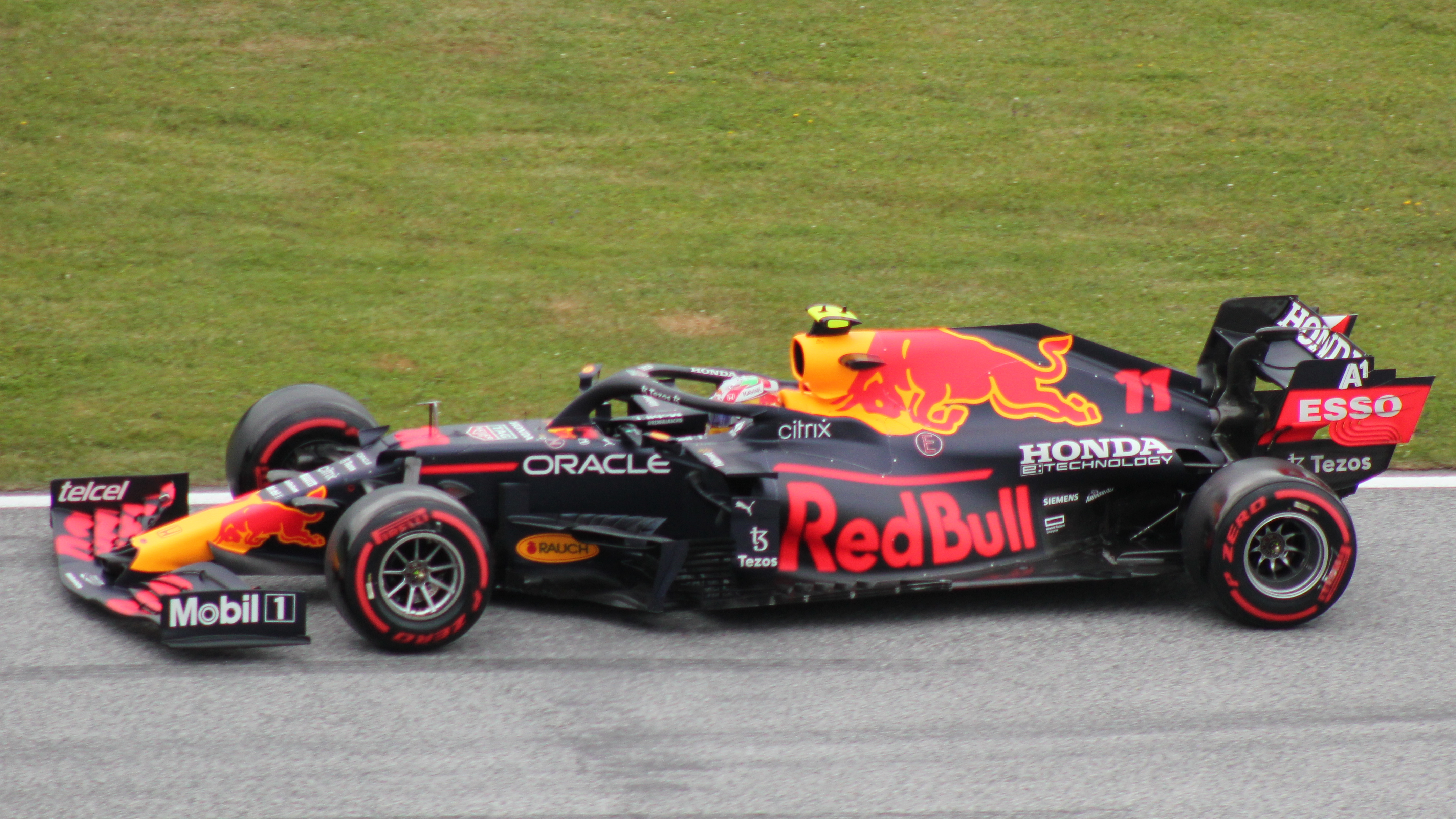
Sergio Pérez au Grand Prix d'Autriche 2021.

- Le Chinois Zhou Guanyu, pilote-essayeur pour Alpine F1 Team, remplace Fernando Alonso au volant de l'Alpine A521 pour cette séance d'essais[5]. Il réalise le quatorzième temps en 1 min 06 s 414[4] ;
- Callum Ilott, pilote-essayeur pour Alfa Romeo Racing, remplace Antonio Giovinazzi et prend le volant de l'Alfa Romeo C41 ; il obtient le seizième temps, en 1 min 06 s 564[6],[4] ;
- Pour la troisième fois de la saison, Roy Nissany, pilote-essayeur pour Williams F1 Team, est au volant de la Williams FW43B ; il prend la place de George Russell et se classe dix-huitième, en 1 min 06 s 683[7],[4].

### Deuxième séance, le vendredi de 15 h à 16 h

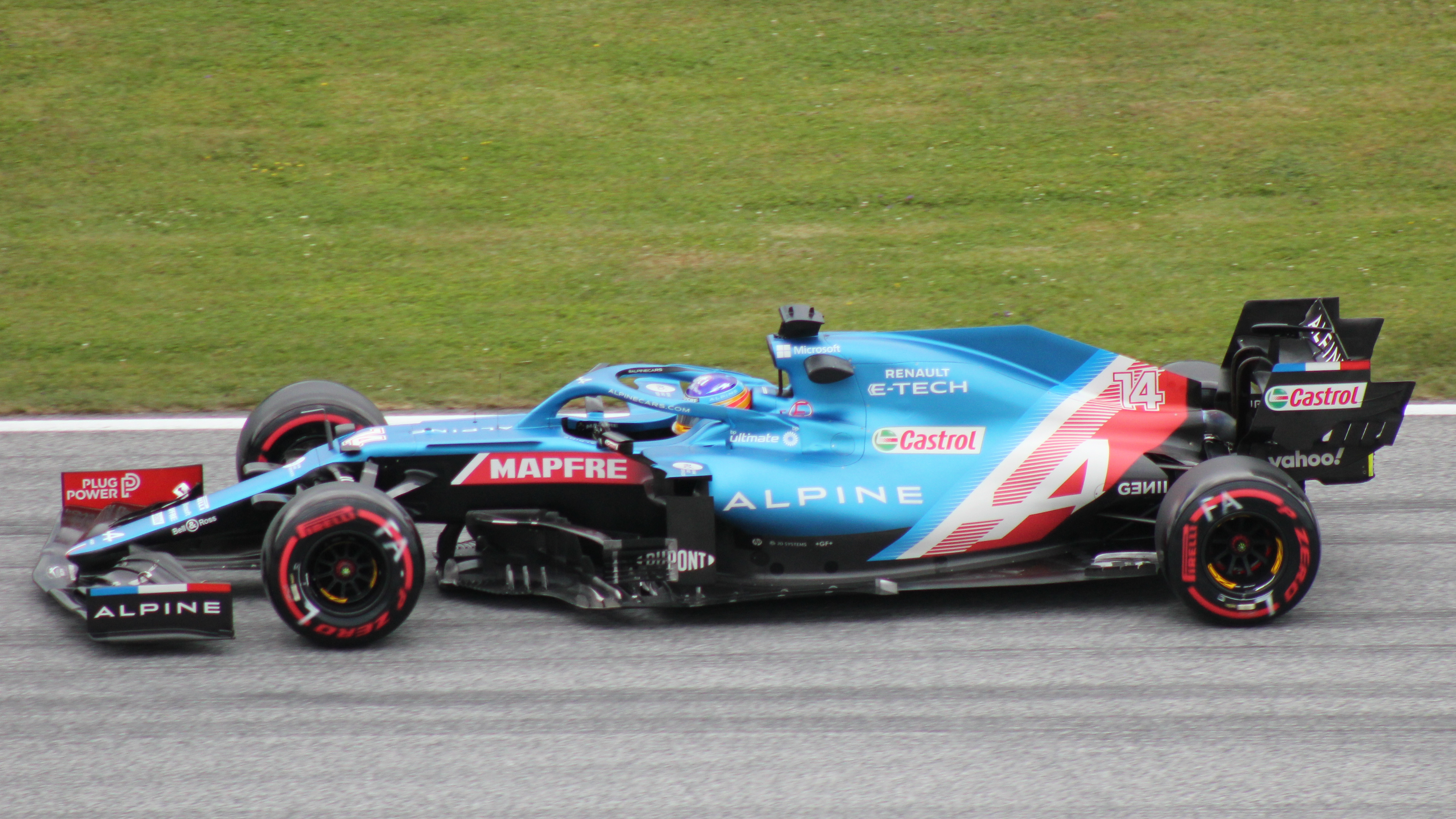
Fernando Alonso au Grand Prix d'Autriche 2021.

| Pos. | Pilote           | Voiture               | Chrono         | Écart     |
| ---- | ---------------- | --------------------- | -------------- | --------- |
| 1    | Lewis Hamilton   | Mercedes              | 1 min 04 s 523 |           |
| 2    | Valtteri Bottas  | Mercedes              | 1 min 04 s 712 | + 0 s 189 |
| 3    | Max Verstappen   | Red Bull-Honda        | 1 min 04 s 740 | + 0 s 217 |
| 4    | Lance Stroll     | Aston Martin-Mercedes | 1 min 05 s 139 | + 0 s 616 |
| 5    | Sebastian Vettel | Aston Martin-Mercedes | 1 min 05 s 268 | + 0 s 745 |
| 6    | Yuki Tsunoda     | AlphaTauri-Honda      | 1 min 05 s 356 | + 0 s 833 |

### Troisième séance, le samedi de 12 h à 13 h
| Pos. | Pilote             | Voiture            | Chrono         | Écart     |
| ---- | ------------------ | ------------------ | -------------- | --------- |
| 1    | Max Verstappen     | Red Bull-Honda     | 1 min 04 s 591 |           |
| 2    | Valtteri Bottas    | Mercedes           | 1 min 05 s 129 | + 0 s 538 |
| 3    | Lewis Hamilton     | Mercedes           | 1 min 05 s 277 | + 0 s 686 |
| 4    | Pierre Gasly       | AlphaTauri-Honda   | 1 min 05 s 280 | + 0 s 689 |
| 5    | Antonio Giovinazzi | Alfa Romeo-Ferrari | 1 min 05 s 345 | + 0 s 754 |
| 6    | Carlos Sainz Jr.   | Ferrari            | 1 min 05 s 347 | + 0 s 756 |

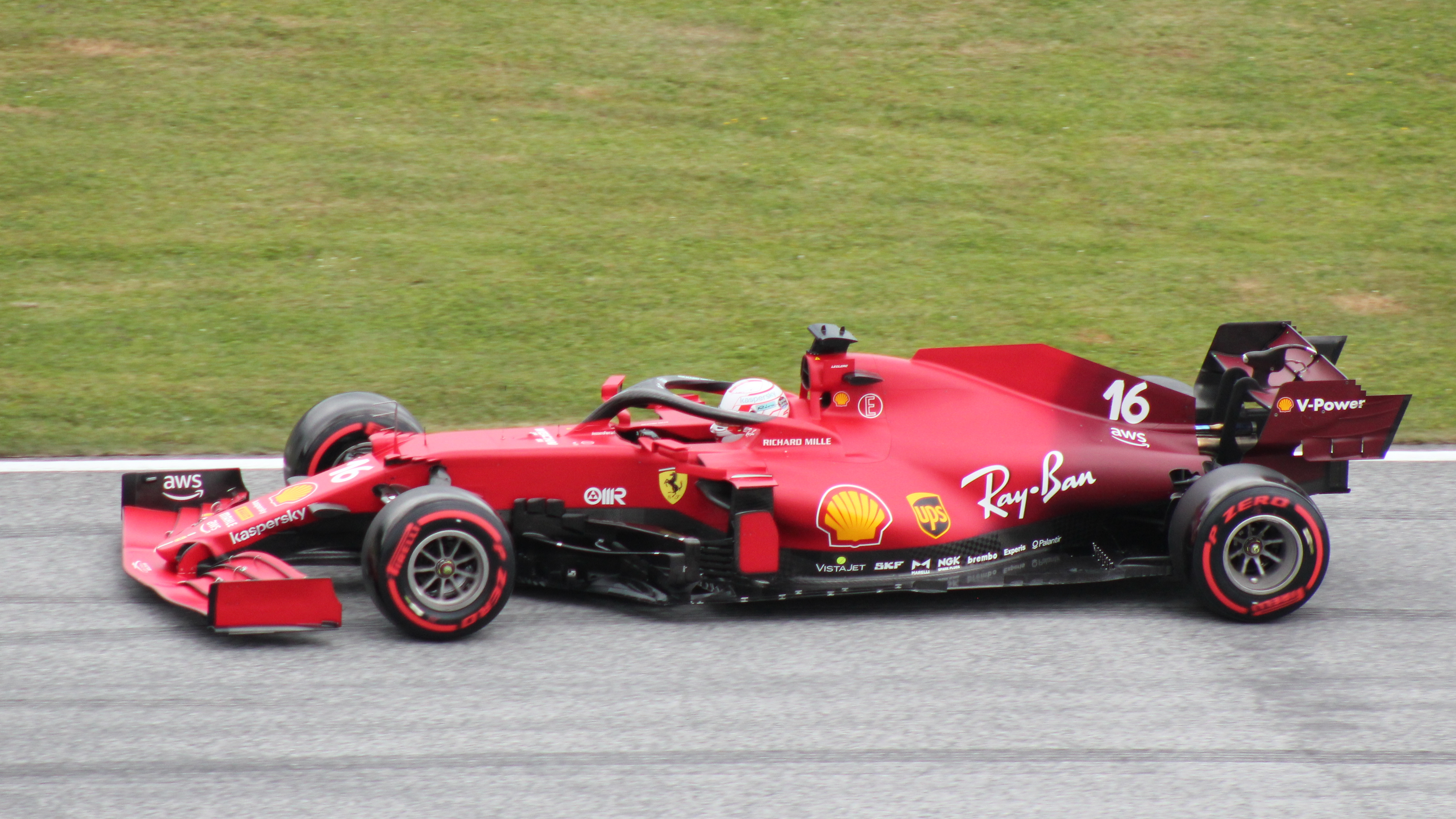
Charles Leclerc au Grand Prix d'Autriche 2021.

- Pendant cette séance, ainsi que lors des deux essais libres du vendredi, les pilotes testent de nouvelles configurations, plus robustes, de pneus arrière Pirelli, en réponse aux accidents dont ont été victimes Lance Stroll et Max Verstappen à Bakou. Ces pneumatiques pourraient être utilisés en course lors du Grand Prix de Grande-Bretagne[10].

## Séance de qualifications

### Résultats des qualifications
| Pos.                                                                                      | Pilote             | Écurie                | Qualifications 1 | Qualifications 2 | Qualifications 3 |
| ----------------------------------------------------------------------------------------- | ------------------ | --------------------- | ---------------- | ---------------- | ---------------- |
| 1                                                                                         | Max Verstappen     | Red Bull-Honda        | 1 min 04 s 249   | 1 min 03 s 927   | 1 min 03 s 720   |
| 2                                                                                         | Lando Norris       | McLaren-Mercedes      | 1 min 04 s 345   | 1 min 04 s 415   | 1 min 03 s 768   |
| 3                                                                                         | Sergio Pérez       | Red Bull-Honda        | 1 min 04 s 833   | 1 min 04 s 483   | 1 min 03 s 990   |
| 4                                                                                         | Lewis Hamilton     | Mercedes              | 1 min 04 s 506   | 1 min 04 s 258   | 1 min 04 s 014   |
| 5                                                                                         | Valtteri Bottas    | Mercedes              | 1 min 04 s 563   | 1 min 04 s 376   | 1 min 04 s 049   |
| 6                                                                                         | Pierre Gasly       | AlphaTauri-Honda      | 1 min 04 s 841   | 1 min 04 s 412   | 1 min 04 s 107   |
| 7                                                                                         | Yuki Tsunoda       | AlphaTauri-Honda      | 1 min 04 s 967   | 1 min 04 s 518   | 1 min 04 s 273   |
| 8                                                                                         | Sebastian Vettel   | Aston Martin-Mercedes | 1 min 04 s 846   | 1 min 04 s 493   | 1 min 04 s 570   |
| 9                                                                                         | George Russell     | Williams-Mercedes     | 1 min 04 s 907   | 1 min 04 s 553   | 1 min 04 s 591   |
| 10                                                                                        | Lance Stroll       | Aston Martin-Mercedes | 1 min 04 s 927   | 1 min 04 s 547   | 1 min 04 s 618   |
| 11                                                                                        | Carlos Sainz Jr.   | Ferrari               | 1 min 04 s 596   | 1 min 04 s 559   |                  |
| 12                                                                                        | Charles Leclerc    | Ferrari               | 1 min 04 s 906   | 1 min 04 s 600   |                  |
| 13                                                                                        | Daniel Ricciardo   | McLaren-Mercedes      | 1 min 04 s 977   | 1 min 04 s 719   |                  |
| 14                                                                                        | Fernando Alonso    | Alpine-Renault        | 1 min 04 s 472   | 1 min 04 s 856   |                  |
| 15                                                                                        | Antonio Giovinazzi | Alfa Romeo-Ferrari    | 1 min 04 s 782   | 1 min 05 s 083   |                  |
| 16                                                                                        | Kimi Räikkönen     | Alfa Romeo-Ferrari    | 1 min 05 s 009   |                  |                  |
| 17                                                                                        | Esteban Ocon       | Alpine-Renault        | 1 min 05 s 051   |                  |                  |
| 18                                                                                        | Nicholas Latifi    | Williams-Mercedes     | 1 min 05 s 195   |                  |                  |
| 19                                                                                        | Mick Schumacher    | Haas-Ferrari          | 1 min 05 s 427   |                  |                  |
| 20                                                                                        | Nikita Mazepin     | Haas-Ferrari          | 1 min 05 s 951   |                  |                  |
| Temps minimal à réaliser pour la qualification : 1 min 08 s 746 (107 % de 1 min 04 s 249) |                    |                       |                  |                  |                  |

### Grille de départ
- Auteur du huitième temps, Sebastian Vettel est pénalisé d'un recul de trois places sur la grille de départ pour avoir gêné Fernando Alonso à la fin de son tour rapide en Q2 ; il s'élance de la onzième place. En conséquence, George Russell part de la quatrième ligne, derrière Yuki Tsunoda, alors que Carlos Sainz Jr., éliminé en Q2, se trouve dixième, derrière Lance Stroll[12].

## Course

### Classement de la course
| Pos. | no | Pilote             | Écurie                | Tours | Temps/Abandon                                                        | Grille | Points |
| ---- | -- | ------------------ | --------------------- | ----- | -------------------------------------------------------------------- | ------ | ------ |
| 1    | 33 | Max Verstappen     | Red Bull-Honda        | 71    | 1 h 23 min 54 s 543 (219,131 km/h)                                   | 1      | 25 + 1 |
| 2    | 77 | Valtteri Bottas    | Mercedes              | 71    | + 17 s 973                                                           | 5      | 18     |
| 3    | 4  | Lando Norris       | McLaren-Mercedes      | 71    | + 20 s 019 (dont 5 s de pénalité purgées en course)                  | 2      | 15     |
| 4    | 44 | Lewis Hamilton     | Mercedes              | 71    | + 46 s 452                                                           | 4      | 12     |
| 5    | 55 | Carlos Sainz Jr.   | Ferrari               | 71    | + 57 s 144                                                           | 10     | 10     |
| 6    | 11 | Sergio Pérez       | Red Bull-Honda        | 71    | + 57 s 915 (dont 10 s de pénalité)                                   | 3      | 8      |
| 7    | 3  | Daniel Ricciardo   | McLaren-Mercedes      | 71    | + 1 min 0 s 395                                                      | 13     | 6      |
| 8    | 16 | Charles Leclerc    | Ferrari               | 71    | + 1 min 01 s 195                                                     | 12     | 4      |
| 9    | 10 | Pierre Gasly       | AlphaTauri-Honda      | 71    | + 1 min 01 s 844                                                     | 6      | 2      |
| 10   | 14 | Fernando Alonso    | Alpine-Renault        | 70    | + 1 tour                                                             | 14     | 1      |
| 11   | 63 | George Russell     | Williams-Mercedes     | 70    | + 1 tour                                                             | 8      |        |
| 12   | 22 | Yuki Tsunoda       | AlphaTauri-Honda      | 70    | + 1 tour (dont 5 s de pénalité purgées en course et 5 s de pénalité) | 7      |        |
| 13   | 18 | Lance Stroll       | Aston Martin-Mercedes | 70    | + 1 tour (dont 5 s de pénalité)                                      | 9      |        |
| 14   | 99 | Antonio Giovinazzi | Alfa Romeo-Ferrari    | 70    | + 1 tour (dont 5 s de pénalité purgées en course)                    | 15     |        |
| 15   | 7  | Kimi Räikkönen     | Alfa Romeo-Ferrari    | 70    | + 1 tour (dont 20 s de pénalité)                                     | 16     |        |
| 16   | 6  | Nicholas Latifi    | Williams-Mercedes     | 70    | + 1 tour (dont 30 s de pénalité)                                     | 18     |        |
| 17   | 5  | Sebastian Vettel   | Aston Martin-Mercedes | 70    | Accrochage                                                           | 11     |        |
| 18   | 47 | Mick Schumacher    | Haas-Ferrari          | 69    | + 2 tours                                                            | 19     |        |
| 19   | 9  | Nikita Mazepin     | Haas-Ferrari          | 69    | + 2 tours (dont 30 s de pénalité)                                    | 20     |        |
| Abd. | 31 | Esteban Ocon       | Alpine-Renault        | 0     | Accrochage                                                           | 17     |        |

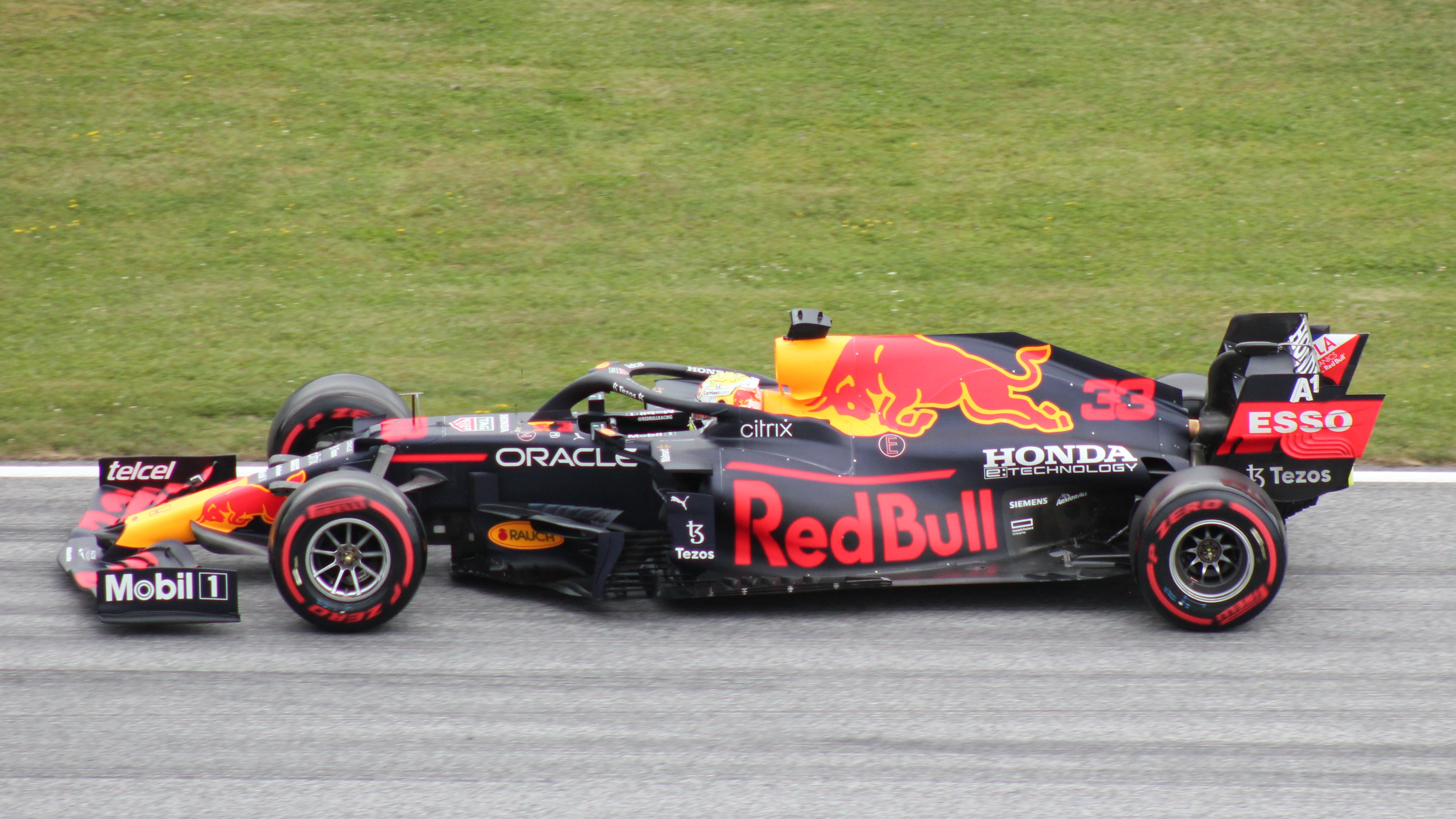
Max Verstappen, vainqueur du Grand Prix d'Autriche 2021.

- Antonio Giovinazzi est pénalisé de 5 secondes (purgées lors de son arrêt au stand) pour avoir effectué un dépassement sous le régime de la voiture de sécurité[14] ;
- Lando Norris est pénalisé de 5 secondes (purgées lors de son arrêt au stand) pour avoir, dans le virage no 4, poussé hors piste Sergio Pérez qui tentait de le dépasser[14] ;
- Sergio Pérez est, par deux fois, pénalisé de 5 secondes (ajoutées à son temps à l'arrivée), pour avoir, dans le virage no 4 puis dans le no 6, poussé hors piste Charles Leclerc qui tentait de le dépasser[14] ;
- Yuki Tsunoda est, par deux fois, pénalisé de 5 secondes (purgées lors de son arrêt au stand puis ajoutées à son temps à l'arrivée), pour avoir mordu la ligne blanche à l'entrée de la voie des stands lors de chacun de ses arrêts[14] ;
- Lance Stroll est pénalisé de 5 secondes (ajoutées à son temps à l'arrivée) pour excès de vitesse dans la voie des stands[14] ;
- Kimi Räikkönen est pénalisé d'un drive-through pour sa collision avec Sebastian Vettel lors du dernier tour de l'épreuve ; cette sanction ne pouvant pas être appliquée, elle est transformée, après l'arrivée, en pénalité de 20 secondes ajoutées à son temps de course[15] ;
- Nicholas Latifi et Nikita Mazepin sont pénalisés d'un stop and go de 10 secondes pour ne pas avoir suffisamment ralenti sous le double drapeau jaune lors de leur passage au virage no 5 au dernier tour où se trouvaient les accidentés Sebastian Vettel et Kimi Räikkönen ; ces sanctions ne pouvant être appliquées sont converties, après course, en 30 secondes ajoutées à leurs temps à l'arrivée[16].

### Pole position et record du tour
- Pole position :  Max Verstappen (Red Bull-Honda) en 1 min 03 s 720 (243,955 km/h)[17].
- Meilleur tour en course :  Max Verstappen (Red Bull-Honda) en 1 min 06 s 200 (234,815 km/h) au soixante-deuxième tour ; vainqueur de l'épreuve, il remporte le point bonus associé au meilleur tour en course[18].

### Tours en tête
- Max Verstappen (Red Bull-Honda) : 71 tours (1-71)[19].

## Classements généraux à l'issue de la course
| Pos. | Pilote             | Écurie                | Points |
| ---- | ------------------ | --------------------- | ------ |
| 1    | Max Verstappen     | Red Bull-Honda        | 182    |
| 2    | Lewis Hamilton     | Mercedes              | 150    |
| 3    | Sergio Pérez       | Red Bull-Honda        | 104    |
| 4    | Lando Norris       | McLaren-Mercedes      | 101    |
| 5    | Valtteri Bottas    | Mercedes              | 92     |
| 6    | Charles Leclerc    | Ferrari               | 62     |
| 7    | Carlos Sainz Jr.   | Ferrari               | 60     |
| 8    | Daniel Ricciardo   | McLaren-Mercedes      | 40     |
| 9    | Pierre Gasly       | AlphaTauri-Honda      | 39     |
| 10   | Sebastian Vettel   | Aston Martin-Mercedes | 30     |
| 11   | Fernando Alonso    | Alpine-Renault        | 20     |
| 12   | Lance Stroll       | Aston Martin-Mercedes | 14     |
| 13   | Esteban Ocon       | Alpine-Renault        | 12     |
| 14   | Yuki Tsunoda       | AlphaTauri-Honda      | 9      |
| 15   | Kimi Räikkönen     | Alfa Romeo-Ferrari    | 1      |
| 16   | Antonio Giovinazzi | Alfa Romeo-Ferrari    | 1      |

| Pos. | Écurie                | Points |
| ---- | --------------------- | ------ |
| 1    | Red Bull-Honda        | 286    |
| 2    | Mercedes              | 242    |
| 3    | McLaren-Mercedes      | 141    |
| 4    | Ferrari               | 122    |
| 5    | AlphaTauri-Honda      | 48     |
| 6    | Aston Martin-Mercedes | 44     |
| 7    | Alpine-Renault        | 32     |
| 8    | Alfa Romeo-Ferrari    | 2      |

## Statistiques

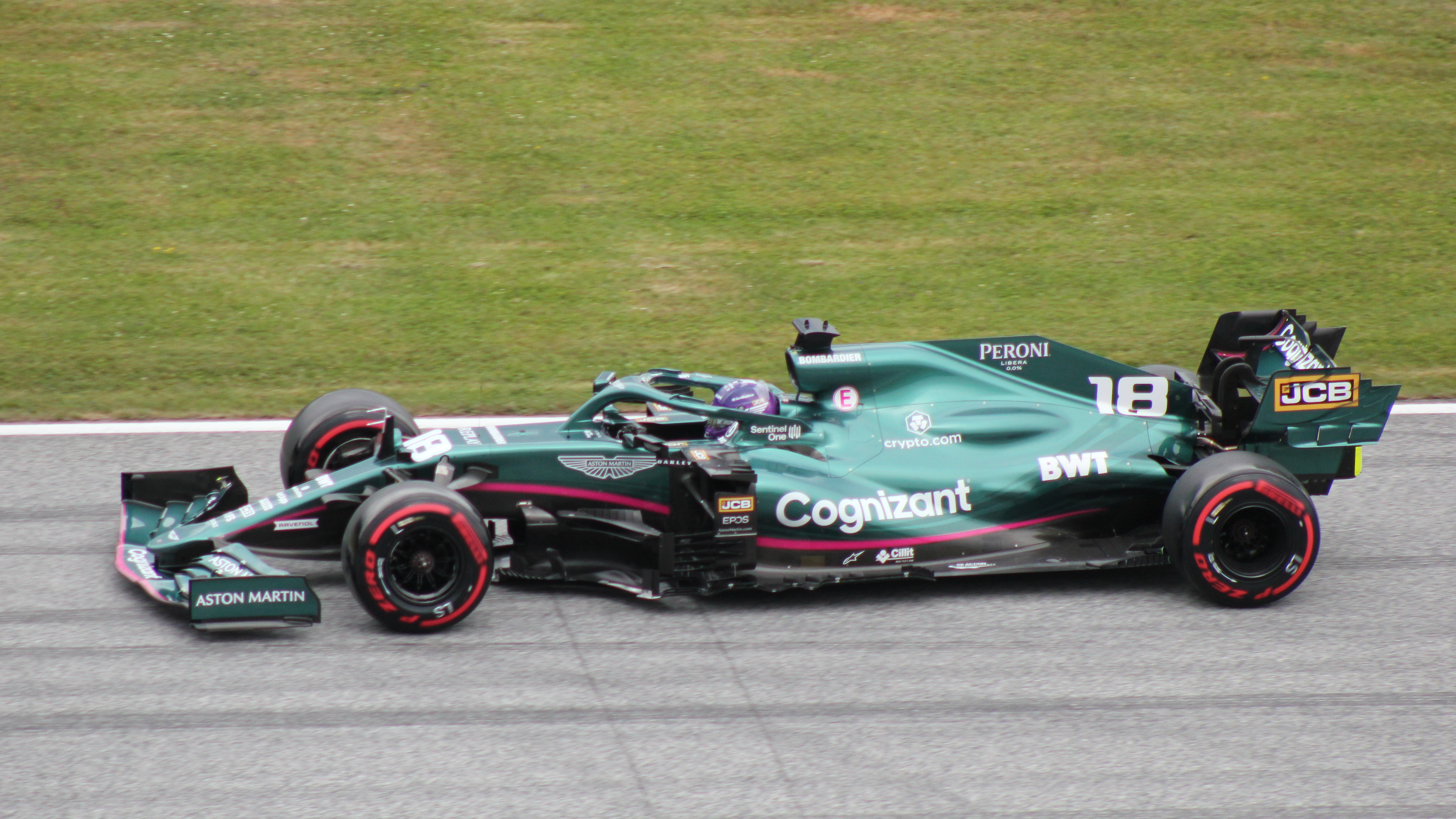
Lance Stroll au Grand Prix d'Autriche 2021.

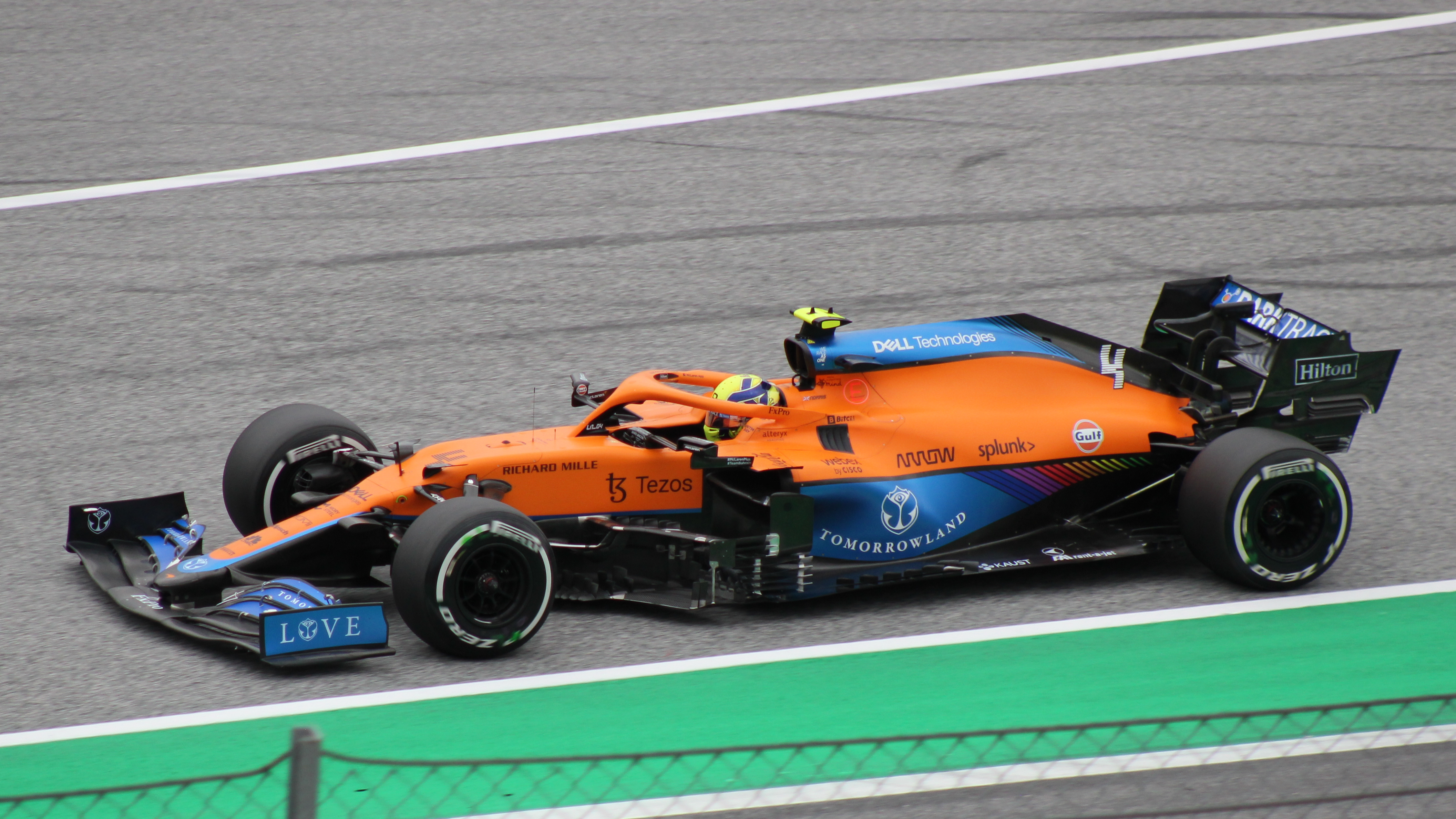
Lando Norris au Grand Prix d'Autriche 2021.

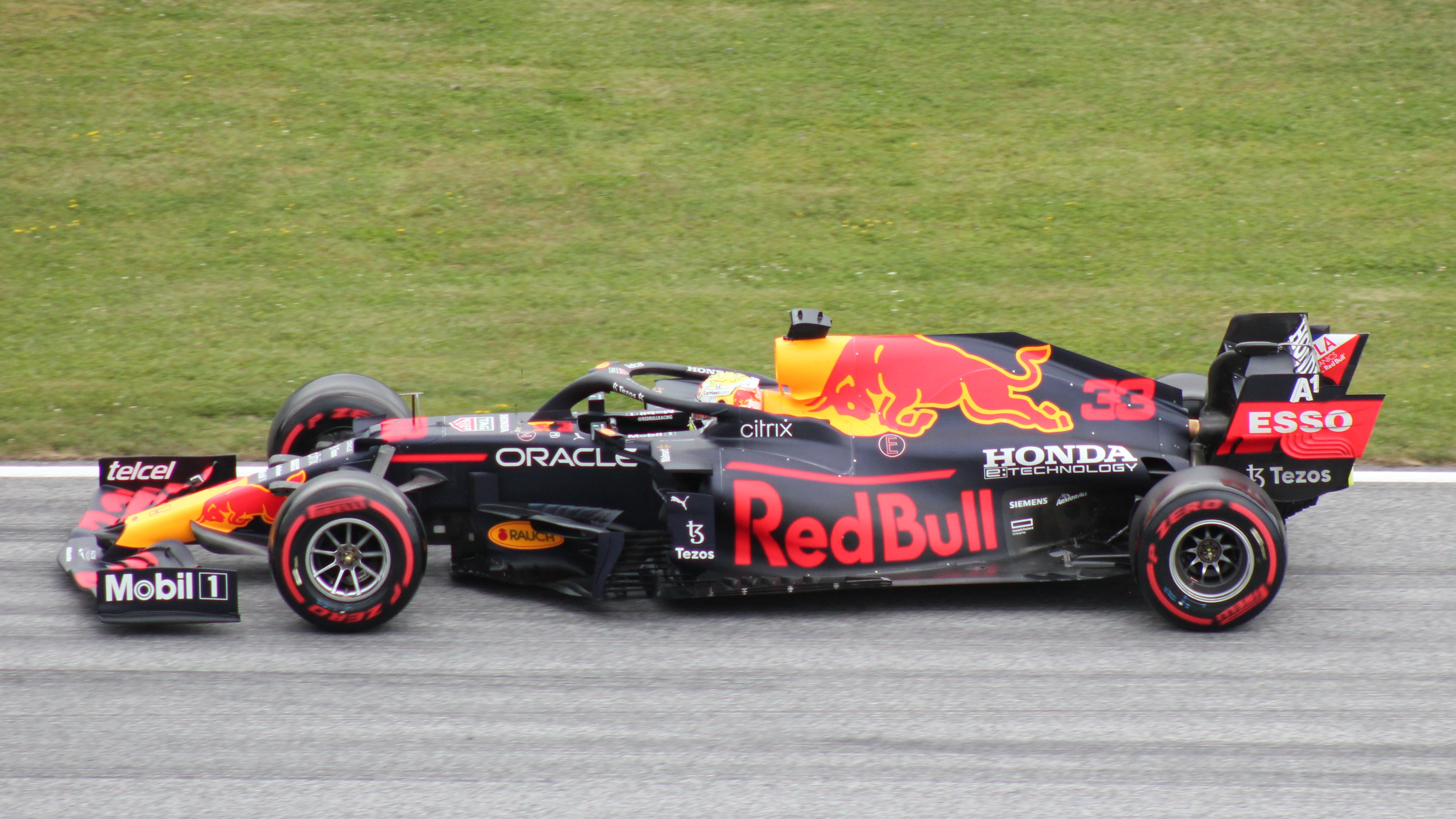
Max Verstappen au Grand Prix d'Autriche 2021.

Le Grand Prix d'Autriche 2021 représente :
- la 7e pole position de Max Verstappen, sa quatrième de la saison et sa troisième consécutive[22] ;
- la 15e victoire de Max Verstappen, la cinquième de la saison et sa troisième consécutive[23] ;
- le 2e Hat Trick de Max Verstappen[24] ;
- le 1er grand chelem de Max Verstappen[25] ;
- le 50e podium de Max Verstappen[26] ;
- la 70e victoire de Red Bull Racing[27] ;
- la 84e victoire de Honda en tant que motoriste[28] ;
- le 200e départ en Grand Prix de Sergio Pérez[29].

Au cours de ce Grand Prix :
- McLaren Racing place une de ses monoplaces en première ligne, ce qui n'était plus arrivé depuis la pole position de Lewis Hamilton (devant son coéquipier Jenson Button) au volant d'une MP4-27 lors du Grand Prix du Brésil 2012[30] ;
- Red Bull Racing et McLaren Racing se partagent la première ligne pour la première fois depuis le Grand Prix des États-Unis 2012 où les pilotes étaient Sebastian Vettel (Red Bull) et Lewis Hamilton (McLaren) ;
- Valtteri Bottas passe la barre des 1 600 points inscrits en Formule 1 (1 604 points)[31] ;
- Red Bull Racing obtient une cinquième victoire consécutive, ce qui ne lui était arrivé qu'une fois, avec la série de neufs victoires de Sebastian Vettel en 2013[32] ;
- Une série de cinq victoires consécutives n'était plus arrivée au motoriste Honda depuis la saison 1988 avec Alain Prost et Ayrton Senna (onze succès à la suite)[33] ;
- Lando Norris est élu « Pilote du jour » à l'issue d'un vote organisé sur le site officiel de la Formule 1[34] ;
- À 23 ans et 277 jours, Max Verstappen devient le plus jeune pilote de l'histoire de la Formule 1 à atteindre 50 podiums ; il bat le record de Sebastian Vettel (25 ans et 327 jours) ;
- Lando Norris perd deux points sur sa superlicence après l'incident avec Pérez ; ayant perdu dix points sur une période de douze mois glissants, il n'était qu'à deux points d'une suspension de course[35]. Son solde remonte à quatre points pour la prochaine course en Grande-Bretagne puisqu'il récupère les deux points perdus au Grand Prix de Styrie 2020[36] ;
- Onze pilotes ont été convoqués chez les commissaires de course après l'arrivée de la course ; Kimi Räikkönen et Sebastian Vettel pour leur accrochage en fin de course, George Russell pour avoir changé de ligne au freinage, Carlos Sainz Jr., Sergio Pérez, Daniel Ricciardo, Charles Leclerc, Pierre Gasly, Antonio Giovinazzi, Nicholas Latifi et Nikita Mazepin pour ne pas avoir respecté les drapeaux jaunes[37] ;
- Derek Warwick (146 départs en Grands Prix entre 1981 et 1993, quatre podiums, 71 points inscrits) est nommé conseiller par la FIA pour aider dans leurs jugements le groupe des commissaires de course[38].